# Państwa uczestniczące w Letnich Igrzyskach Olimpijskich 2012

Liczba zawodników z poszczególnych krajów

Poniższa lista ukazuje 204 państwa i terytoria, które zakwalifikowały się do Letnich Igrzysk Olimpijskich 2012 odbywających się w Londynie w dniach 27 lipca - 12 sierpnia. Cztery lata wcześniej w Pekinie wystąpiły również 204 reprezentacje.
Na igrzyskach wystąpili dodatkowo sportowcy z nieistniejących już Antyli Holenderskich i z Sudanu Południowego, który jeszcze nie posiada swojego oficjalnego narodowego komitetu olimpijskiego. Sportowcy z tych krajów startowali wspólnie pod flagą olimpijską jako Niezależni Sportowcy Olimpijscy.
| Europa (44) | Europa (44) | Europa (44) |
| --- | --- | --- |
| - Albania - Andora - Austria - Belgia - Białoruś - Bośnia i Hercegowina - Bułgaria - Chorwacja - Cypr - Czarnogóra - Czechy - Dania - Estonia - Finlandia - Francja                                               | - Grecja - Hiszpania - Holandia - Irlandia - Islandia - Liechtenstein - Litwa - Luksemburg - Łotwa - Macedonia - Malta - Mołdawia - Monako - Niemcy                                      | - Norwegia - Polska - Portugalia - Rosja - Rumunia - San Marino - Serbia - Słowacja - Słowenia - Szwajcaria - Szwecja - Ukraina - Węgry - Wielka Brytania - Włochy                                                                                           |
| Azja (49) | | |
| - Afganistan - Arabia Saudyjska - Armenia - Azerbejdżan - Bahrajn - Bangladesz - Bhutan - Brunei - Chiny - Chińskie Tajpej - Filipiny - Gruzja - Hongkong - Indie - Indonezja - Irak - Iran                       | - Izrael - Japonia - Jemen - Jordania - Kambodża - Katar - Kazachstan - Kirgistan - Korea Południowa - Korea Północna - Kuwejt - Laos - Liban - Malediwy - Malezja - Mjanma              | - Mongolia - Nepal - Oman - Pakistan - Palestyna - Singapur - Sri Lanka - Syria - Tadżykistan - Tajlandia - Timor Wschodni - Turcja - Turkmenistan - Uzbekistan - Wietnam - Zjednoczone Emiraty Arabskie                                                     |
| Afryka (53) | | |
| - Algieria - Angola - Benin - Botswana - Burkina Faso - Burundi - Czad - Demokratyczna Republika Konga - Dżibuti - Egipt - Erytrea - Etiopia - Gabon - Gambia - Ghana - Gwinea - Gwinea Bissau - Gwinea Równikowa | - Kamerun - Kenia - Komory - Kongo - Lesotho - Liberia - Libia - Madagaskar - Malawi - Mali - Maroko - Mauretania - Mauritius - Mozambik - Namibia - Niger - Nigeria - Południowa Afryka | - Republika Środkowoafrykańska - Republika Zielonego Przylądka - Rwanda - Senegal - Seszele - Sierra Leone - Somalia - Suazi - Sudan - Tanzania - Togo - Tunezja - Uganda - Wybrzeże Kości Słoniowej - Wyspy Świętego Tomasza i Książęca - Zambia - Zimbabwe |
| Ameryka Północna, Środkowa i Karaiby (29) | | |
| - Antigua i Barbuda - Aruba - Bahamy - Barbados - Belize - Bermudy - Brytyjskie Wyspy Dziewicze - Dominika - Dominikana - Grenada                                                                                 | - Gwatemala - Haiti - Honduras - Jamajka - Kajmany - Kanada - Kostaryka - Kuba - Meksyk - Nikaragua                                                                                      | - Panama - Portoryko - Saint Kitts i Nevis - Saint Lucia - Saint Vincent i Grenadyny - Salwador - Stany Zjednoczone - Trynidad i Tobago - Wyspy Dziewicze Stanów Zjednoczonych                                                                               |
| Ameryka Południowa (12) | | |
| - Argentyna - Boliwia - Brazylia - Chile | - Ekwador - Gujana - Kolumbia - Paragwaj | - Peru - Surinam - Urugwaj - Wenezuela |
| Oceania (17) | | |
| - Australia - Fidżi - Guam - Kiribati - Mikronezja - Nauru | - Nowa Zelandia - Palau - Papua-Nowa Gwinea - Samoa - Samoa Amerykańskie - Tonga | - Tuvalu - Vanuatu - Wyspy Cooka - Wyspy Marshalla - Wyspy Salomona |
| Inne | | |
| - Niezależni Sportowcy Olimpijscy | | |